# Quincy (California)
Quincy es un lugar designado por el censo y sede de condado del condado de Plumas en el estado estadounidense de California. En el año 2009 tenía una población de 1,954 habitantes y una densidad poblacional de 181.7 personas por km².

## Geografía
Quincy se encuentra ubicado en las coordenadas 39°56′11″N 120°56′53″O / 39.93639, -120.94806. Según la Oficina del Censo, la ciudad tiene un área total de 10,752 km² (4,2 mi²), de la cual 10,752 km² (4,2 mi²) es tierra y 0 km² (0 mi²) (0%) es agua.

## Demografía
Según la Oficina del Censo en 2000 los ingresos medios por hogar en la localidad eran de $30,508, y los ingresos medios por familia eran $40,536. Los hombres tenían unos ingresos medios de $38,438 frente a los $27,411 para las mujeres. La renta per cápita para la localidad era de $19,944. Alrededor del 11.1% de la población estaban por debajo del umbral de pobreza.